# Frostgrave
Frostgrave ist ein Tabletop-Spiel im Fantasy-Genre, herausgegeben von Osprey Games und entwickelt von Joseph A. McCullough. Die 1. Edition wurde 2015 veröffentlicht. Die Miniaturen werden von North Star Military Figures herausgegeben. Die deutsche Version wurde durch Miniaturicum veröffentlicht.

## Thema und Ausstattung
Thema des Spiels ist, dass die vereisten Ruinen der uralten Stadt Felstad gefunden wurden. Die Stadt war ein Zentrum der Magie und strotzt vor magischen Gegenständen, Schätzen, Monstern und magischen Kreaturen. Viele Magier machen sich mit ihrem Gefolge auf die Suche nach Glück und Macht.
Mit dem Spiel Frostgrave Ghost Archipelago wurde als weiteres Thema ein mysteriöses Archipel in einer Südsee veröffentlicht. Dabei ist Frostgrave Ghost Archipelago keine Erweiterung zu Frostgrave, sondern ein eigenständiges Spiel.
Bei Frostgrave spielt man einen Magier mit Lehrling und einer Bande von Gefolgsleuten.
Wie bei Tabletop-Spielen üblich kauft man sich das Spielmaterial separat. Dabei gibt es die Veröffentlichungen von Osprey Games und die Miniaturen von North Star Military Figures. Die Miniaturen müssen zusammengebaut und bemalt werden. Weiteres benötigtes Spielmaterial wie Maßband und Würfel werden von Drittanbietern bezogen. Frostgrave wird mit 20-seitigen Würfeln gespielt. Das Spielfeld und Geländestücke werden in der Regel durch die Spieler selbst gebaut.

## Spielmechanik
Bei Frostgrave handelt es sich um ein Skirmish-Tabletop, das bedeutet die Miniaturen werden einzeln bewegt und nicht in Regimentern oder ähnlichem.
Im Gegensatz zu vielen anderen Tabletop-Spielen können bei Frostgrave der Magier und sein Lehrling Erfahrung sammeln und so neue Zaubersprüche lernen oder Attribute steigern. Zusätzlich können die Spieler in einer Partie Gold sammeln und so zwischen den Spielen bessere Bandenmitglieder anheuern oder zusätzliche Ausrüstung kaufen. Magier können im Laufe eines Spiels aber auch ausgeschaltet werden und müssen nach dem Spiel prüfen ob sie ihren Verletzungen erliegen. So können Magier im Spiel auch sterben und stehen für Folgespiele nicht mehr zur Verfügung.

## Rezeption
Mit dem Stand 1. Januar 2025 hat die 1. Edition von Frostgrave auf BoardGameGeek eine Wertung von 8,1 und die 2. Edition eine Wertung von 8,6.

## Auszeichnungen
- 2015 UK Games Expo – Best Miniatures Game[5]
- 2016 ENnie Awars – Best Miniature Product[6]
- 2016 Origins Awards – Nominee: Best Miniatures Game[7]

## Publikationen
Dieser Abschnitt enthält alle Grundregelbücher und Erweiterungsbücher von Frostgrave. Gemäß der Definition von Erweiterung wäre auch jede Miniatur oder jedes Miniaturenset eine Erweiterung. Diese werden hier aber nicht abgedeckt.
Die Erweiterungen der 1. Edition können bei der 2. Edition weiterhin genutzt werden.

### Frostgrave
- 2015 Frostgrave - Fantasy Wargames in the frozen City (Grundregelbuch)[8]
- 2015 Frostgrave: Thaw of the Lich Lord (Kampagnen-Erweiterung)[9]
- 2015 Frostgrave The Hunt for the Golem (Kampagnen-Erweiterung, nur als E-Book verfügbar)[10]
- 2016 Frostgrave: Into the Breeding Pits (Erweiterung)[11]
- 2016 Frostgrave: Forgotten Pacts (Erweiterung)[12]
- 2016 Frostgrave Arcane Locations (Erweiterung, nur als E-Book verfügbar)[13]
- 2016 Frostgrave Dark Alchemy (Kampagnen-Erweiterung, nur als E-Book verfügbar)[14]
- 2016 Frostgrave Sellsword (Erweiterung, nur als E-Book verfügbar)[15]
- 2017 Frostgrave The Frostgrave Folio (Erweiterung, enthält die Erweiterungen The Hunt for the Golem, Arcane Locations, Dark Alchemy, Sellsword, The Ravages of Time)[16]
- 2017 Frostgrave Ulterior Motives (Szenario-Erweiterung)[17]
- 2018 Frostgrave The Grimoire (Spielmaterial-Erweiterung)[18]
- 2018 Frostgrave The Maze of Malcor (Erweiterung)[19]
- 2019 Frostgrave The Wizard's Conclave (Erweiterung)[20]
- 2019 Frostgrave Perilous Dark (Erweiterung)[21]

### Frostgrave Second Edition
- 2020 Frostgrave Second Edition (Grundregelbuch)[1]
- 2020 Frostgrave Second Edition The Red King (Kampagnen-Erweiterung)[22]
- 2021 Frostgrave Second Edition – Blood Legacy (Erweiterung)[23]
- 2022 Frostgrave Second Edition – Fireheart (Erweiterung)[24]
- 2022 Grave Mutations for Frostgrave - Fantasy Wargames in the Frozen City (Erweiterung)[25]
- 2023 Frostgrave Second Edition – The Wildwoods (Erweiterung)[26]
- 2024 Frostgrave Second Edition – Mortal Enemies (Erweiterung)[27]

### Frostgrave: Ghost Archipelago
- 2017 Frostgrave Ghost Archipelago Fantasy Wargames in the lost isles (Grundregelbuch)[28]
- 2018 Frostgrave Ghost Archipelago – Gods of Fire (Erweiterung)[29]
- 2018 Frostgrave Ghost Archipelago – Lost Colossus (Erweiterung)[30]
- 2019 Frostgrave Ghost Archipelago – Cities of Bronze (Erweiterung)[31]

### Weitere Veröffentlichungen

#### Frostgrave
- 2015 Frostgrave Tales of the Frozen City[32]
- 2017 Frostgrave – Second Chances – A Tale of the Frozen City[33]
- 2018 Frostgrave – Oathgold – A Tale of the Frozen City[34]
- 2020 Frostgrave – Wizard Eye – The Art of Frostgrave[35]

#### Frostgrave Ghost Archipelago
- 2017 Frostgrave Ghost Archipelago: Tales of the Lost Isles[36]
- 2018 Frostgrave Ghost Archipelago: Farwander[37]
- 2018 Frostgrave Ghost Archipelago Destiny's Call[38]